# Vegachí (ort)
Vegachí är en ort i Colombia.   Den ligger i departementet Antioquía, i den centrala delen av landet, 250 km norr om huvudstaden Bogotá. Vegachí ligger 993 meter över havet och antalet invånare är 9 618.
Terrängen runt Vegachí är kuperad åt nordost, men åt sydväst är den platt. Terrängen runt Vegachí sluttar österut. Runt Vegachí är det glesbefolkat, med 20 invånare per kvadratkilometer. Vegachí är det största samhället i trakten. Omgivningarna runt Vegachí är en mosaik av jordbruksmark och naturlig växtlighet.